# Helanthium zombiense
Helanthium zombiense là một loài thực vật có hoa trong họ Alismataceae. Loài này được (Jérémie) Lehtonen & Myllys mô tả khoa học đầu tiên năm 2008.